# Râul Glavaciocul Mare
RâulGlavaciocul Mare este un râu din România, afluent al râului Glavacioc. 

## Hărți
- Harta Județul Argeș